# 77e régiment d’infanterie
Das 77e régiment d’infanterie war ein Infanterieregiment, aufgestellt 1680 als Régiment de Königsmarck (auch „Kœnigsmarck“) im Königreich Frankreich und im Dienst während des Ancien Régime (danach mit einigen Unterbrechungen) bis zur Auflösung 1940. Vor der Vereinheitlichung durch die in der Revolution geschaffene Nummerierung trug es zuletzt den Namen des Grafen von der Mark (fr.: Comte de La Marck). Es war ein sogenanntes Fremdenregiment (Régiment étrangère) und bestand bis 1791 überwiegend aus deutschsprachigen Söldnern unter deutschem Kommando mit deutschen und französischen Offizieren.

## Aufstellung und signifikante Änderungen
Mit Anordnung vom 10. August 1680 wurde die Einheit als Régiment de Königsmarck zu 16 Kompanien aufgestellt. 12 Kompanien wurden dabei vom aufgelösten „Regiment de Fürstemberg“ übernommen.
- 1686: Umbenennung in Régiment de Surbeck
- 1693: Umbenennung in Régiment de Fürstemberg
- 1697: Umbenennung in Régiment de La Marck
- 1791: Umbenennung in 77e régiment d’infanterie de ligne – ci-devant de La Marck

Am 1. Januar 1791 verloren alle Regimenter ihre Namen und wurden nur noch mit Nummern bezeichnet. Das vorläufig mit den Namensanhängsel „ci-devant de La Marck“ (dt.: vormals La Marck) versehene Regiment stand nunmehr unter französischem Kommando. Im Gegensatz z. B. zu den Schweizer Regimentern, die auf Grund vertraglicher Vereinbarungen einheitsweise entlassen wurden, konnten die deutschstämmigen Soldaten bleiben oder ausscheiden.
- 1794: Im Zuge der Premier amalgame wurde der Regimentsverband definitiv aufgelöst. Das 1. Bataillon wurde als Stamm zur Aufstellung der „141e demi-brigade de bataille“ und das 2. Bataillon zur Aufstellung der „142e demi-brigade de bataille“ verwendet.

Damit endete zunächst die Traditionslinie, bis sie 1855 mit der Umbenennung des „2e régiment d’infanterie légère“ (2. Leichtes Infanterieregiment) in 77e régiment d’infanterie de ligne fortgeführt wurde. Diese Einheit hatte allerdings mit dem ehemaligen Regiment nichts mehr zu tun.
- 1882: Umbenennung in 77e régiment d’infanterie
- 1914: Bei der Mobilmachung wurde das etatmäßige Reserveregiment, das „277e régiment d’infanterie“, aufgestellt.
- 1923: Auflösung. Die Tradition wurde vom 65e RI weitergeführt.
- 1939: Wiederaufstellung des 77e régiment d’infanterie
- 1940: Auflösung

## Mestres de camp/Colonels
Mestre de camp war von 1569 bis 1661 und von 1730 bis 1780 die Rangbezeichnung für den Regimentsinhaber und/oder für den mit der Führung des Regiments beauftragten Offizier. Die Bezeichnung „Colonel“ wurde von 1721 bis 1730, von 1791 bis 1793 und ab 1803 geführt. 
Nach 1791 gab es keine Regimentsinhaber mehr.
Sollte es sich bei dem Mestre de camp/Colonel um eine Person des Hochadels handeln, die an der Führung des Regiments kein Interesse hatte (wie z. B. der König oder die Königin), so wurde das Kommando dem „Mestre de camp lieutenant“ (oder „Mestre de camp en second“) respektive dem „Colonel-lieutenant“ oder „Colonel en second“ überlassen.
- 10. August 1680: Colonel Hans Karl von Königsmarck (fr.: Jean-Charles de Kɶnigsmarck)
- 25. Oktober 1686: Colonel Hans-Johann von Surbeck (fr.: Jean Jacques de Surbeck)
- 24. Januar 1693: Colonel Ferdinand-Maximilien-Gaëtan-Joseph-Egon von Fürstenberg, Graf von der Mark[1] (fr.: Ferdinand Maximilien Gaëtan Joseph Egon de La Mark, comte de Furstemberg)
- 1. Dezember 1697: Colonel Ludwig-Peter-Engilbert, Graf von der Mark (fr.: Louis-Pierre-Engilbert, comte de La Marck)
- 29. April 1727: Colonel Ludwig-Engilbert, Graf von der Mark – Sohn des vorigen (fr.: Louis Engilbert, comte de La Marck).

21. April 1759: Colonel Ludwig-Engilbert, Graf von der Mark, gab aus Altersgründen die aktive Leitung des Regiments an seinen bisherigen Stellvertreter, den Colonel-lieutenant Baron Peter Christian von Wimpffen, ab.
- 19. Oktober 1773: Mestre de camp August Maria Raymond Graf von der Mark (fr.: Auguste Marie Raymond, comte de La Marck)
- 15. April 1780: Mestre de camp Sigismund Baron (fr.:Sigismond, baron de Zanthier)
- 30. April 1784: Colonel Eberhard, Baron Han
- 21. September 1788: Colonel Friedrich Baron Wurmser (fr.: Frédéric, baron de Würmser)
- 12. Oktober 1788: Colonel Friedrich Anton Heinrich Baron von LeFort (fr.: Frédéric-Antoine-Henri, baron Lefort)
- 5. Februar 1792: Colonel Charles-Ernest de Haack
- 8. Juli 1792: Colonel Jacques-Melchior de Carlhan
- 10. November 1792: Colonel Ambroise Goënhart
- 1793: Colonel Jacques Maurice Hatry

(…)
- 14. März 1859: Colonel Jean-Louis Guiomar
- 16. Juni 1865: Colonel Étienne Emile Henry Barry
- 10. August 1868: Colonel Victor Duchochois
- 22. Dezember 1868 bis 2. Januar 1871: Colonel Victor Louis François Février
- 2. Mai 1871: Colonel Louis-Marie Sautereau
- 18. Februar 1881: Colonel Marie-Louis de Garnier des Garets
- 12. Januar 1887: Colonel Nicolas Lebel
- 23. Juli 1887: Colonel Henry-Marie-Anne de Cadoret
- 9. Mai 1888: Colonel Louis Tanchot
- 27. Dezember 1893: Colonel Emmanuel-Auguste Lacoste
- 20. März 1894: Colonel Emile-Lois Eugène Frater
- 17. April 1898: Colonel Eugène Marius Gasquet
- 10. April 1903: Colonel Paul-Edouard Pouradier-Duteil
- 25. September 1904: Colonel Gustave-François-Louis Silhol
- 12. Januar 1905: Colonel Albert-Gérard-Léo d’Amade
- 27. April 1907: Colonel Paul Blaise Marcel Arrivet
- 29. September 1910: Colonel Georges-Alfred-Gaston de Feraudy
- 24. Mai 1914: Colonel Charles-Victor Lestoquoi
- 26. Oktober 1914: Chef de bataillon Baunard
- 30. Januar 1915: Lieutenant-colonel Marie-Maurice-Michel de Beaupuis
- 27. Dezember 1915: Colonel Lecomte-Denis
- 31. Januar 1916: Lieutenant-colonel Henneton
- 1. November 1916: Lieutenant-colonel Maillard, dann Colonel
- 1. Januar 1918: Lieutenant-colonel Gaussot
- 6. Mai 1918: Lieutenant-colonel Oherne
- 1939: ?

### Fahnen der königlichen Armee
Das Regiment führte eine Leibfahne und zeitweilig bis zu 16 (je Kompanie eine) Ordonnanzfahnen, was aber im Laufe der Zeit aus praktischen Gründen bis auf eine Fahne pro Bataillon verringert wurde. Mit der Reorganisation vom 1. Januar 1791 wurden neue Fahnen ausgegeben. Nach der Absetzung von König Louis XVI wurden die königlichen Lilien aus diesen Fahnen entfernt. Die bisherigen Leibfahnen waren 1791 entfallen, da es keine Regimentsinhaber mehr gab.

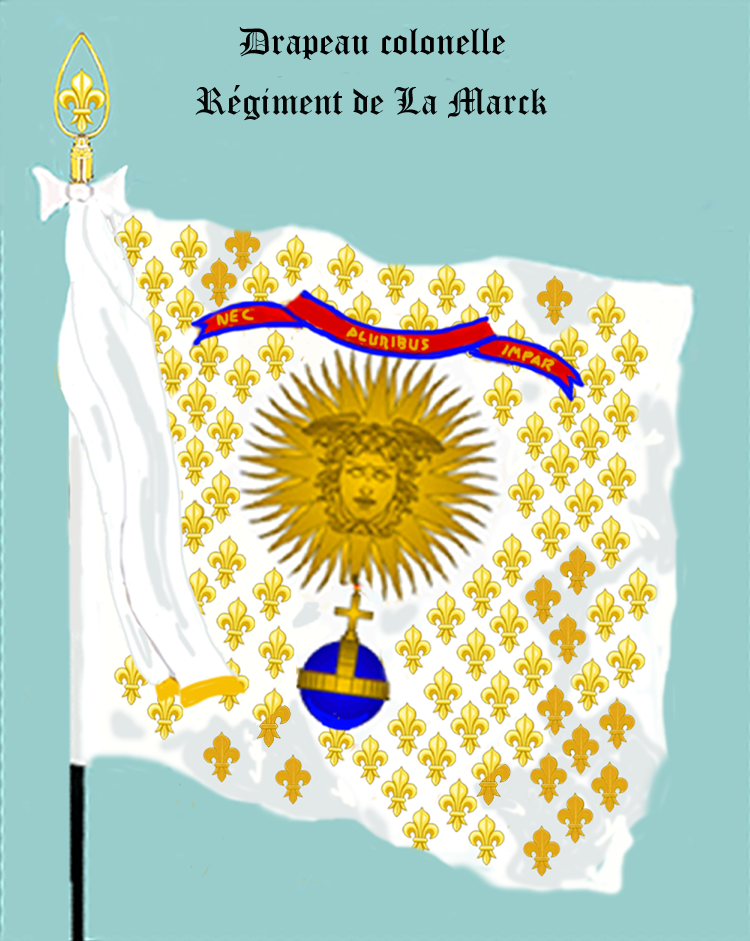
Drapeau colonel (Leibfahne)
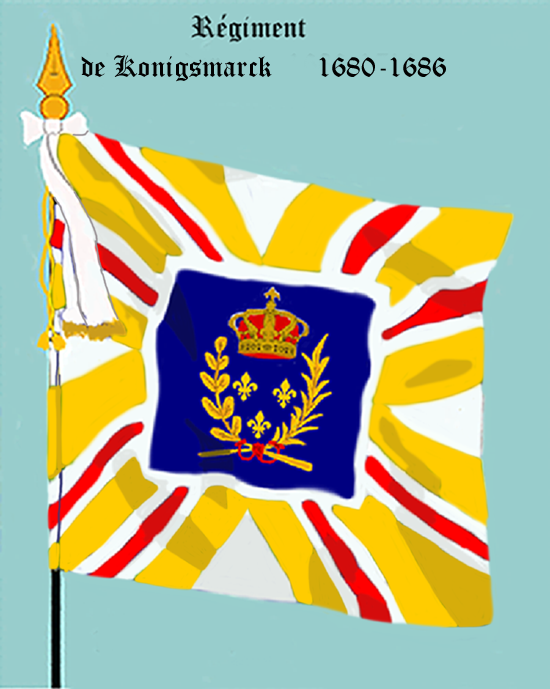
Ordonnanzfahne Régiment de Kœnigsmarck 1680 bis 1686
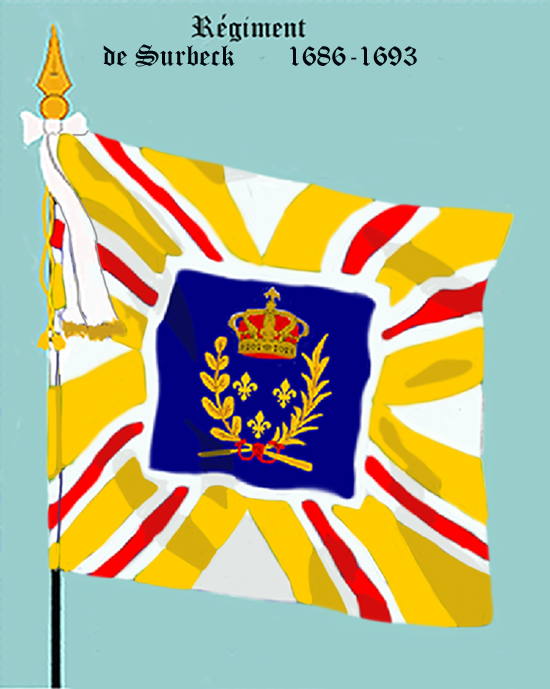
Ordonnanzfahne Régiment de Surbeck 1686 bis 1693
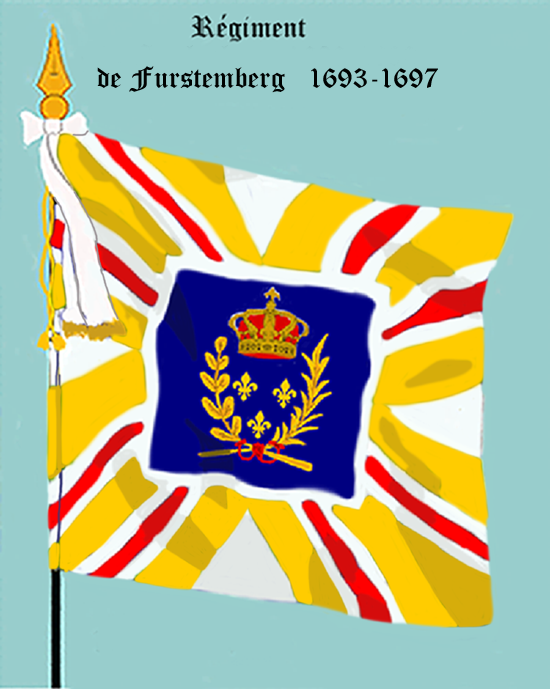
Ordonnanzfahne Régiment de Furstemberg 1693 bis 1697
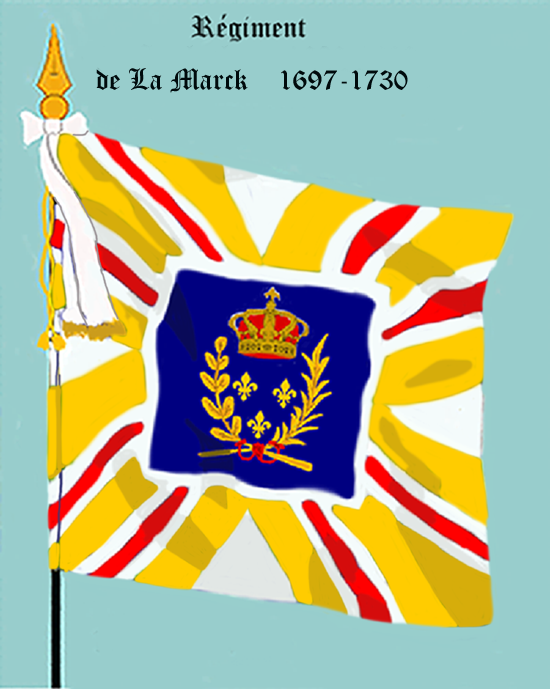
Ordonnanzfahne Régiment de La Marck 1697 bis 1730
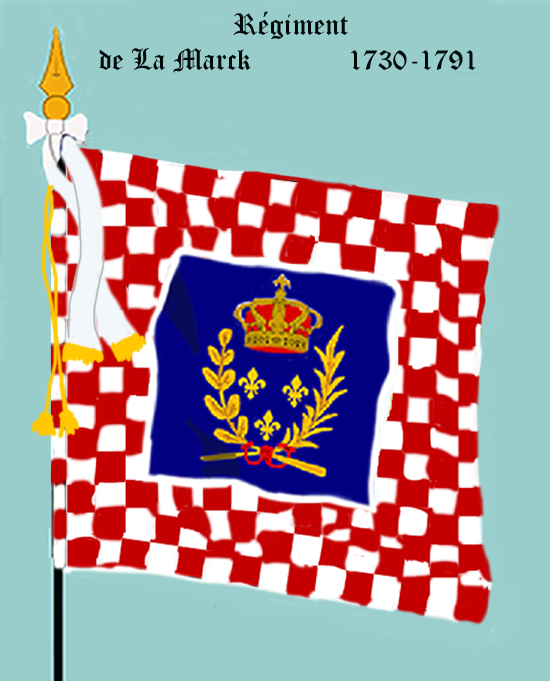
Ordonnanzfahne Régiment de La Marck 1730 bis 1791
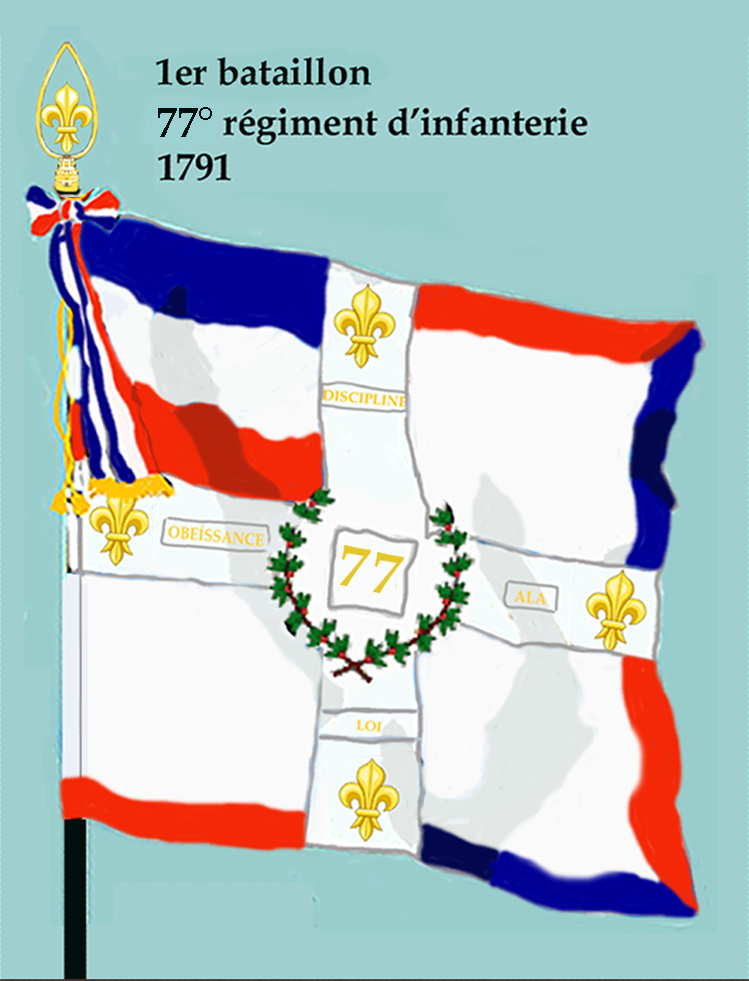
Ordonnanzfahne 1. Bataillon 77e RI 1791 bis 1793
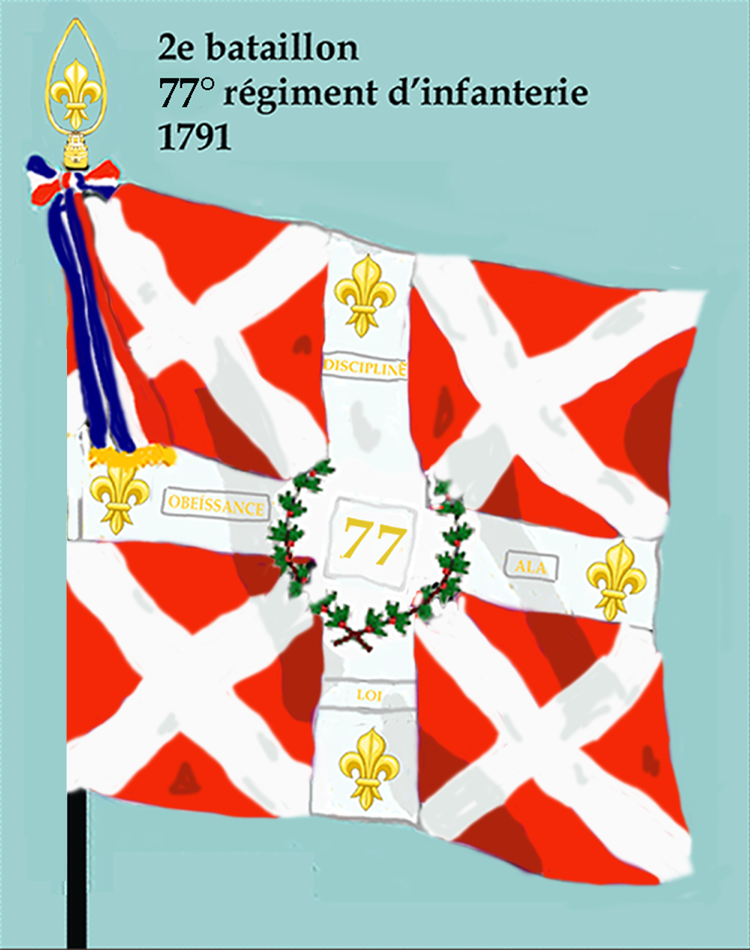
Ordonnanzfahne 2. Bataillon 77e RI 1791 bis 1793

### Uniformierung

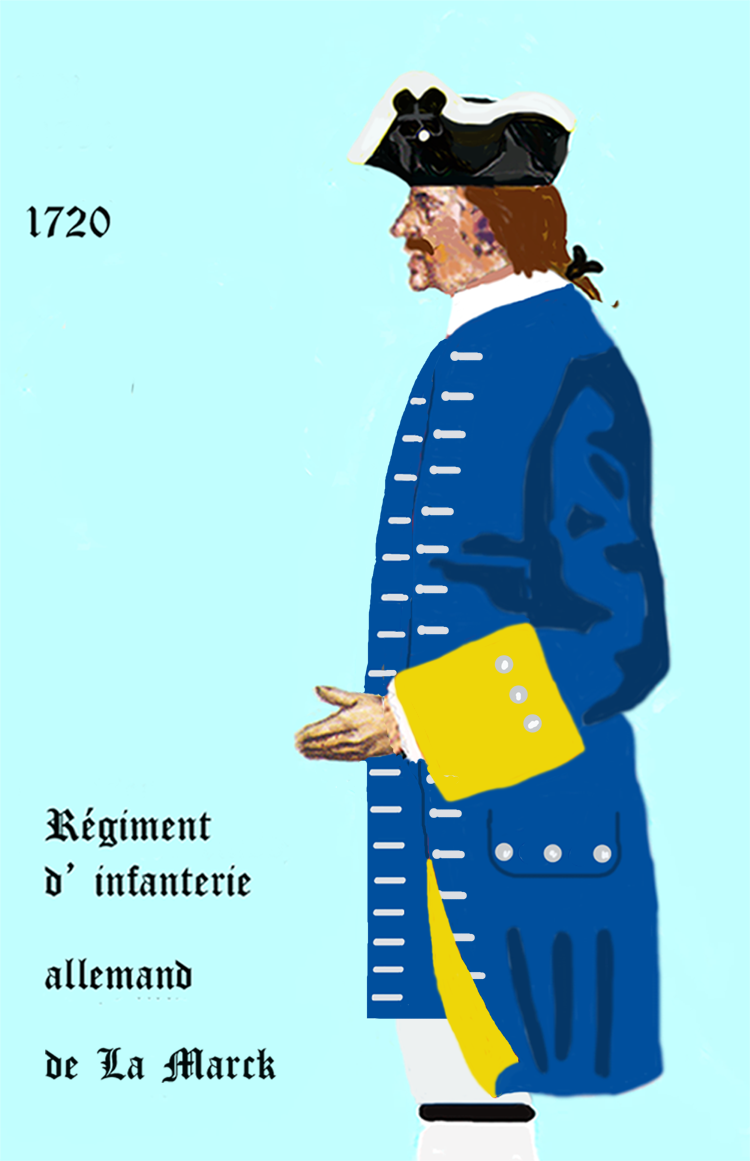
Régiment de La Marck 1720 bis 1734
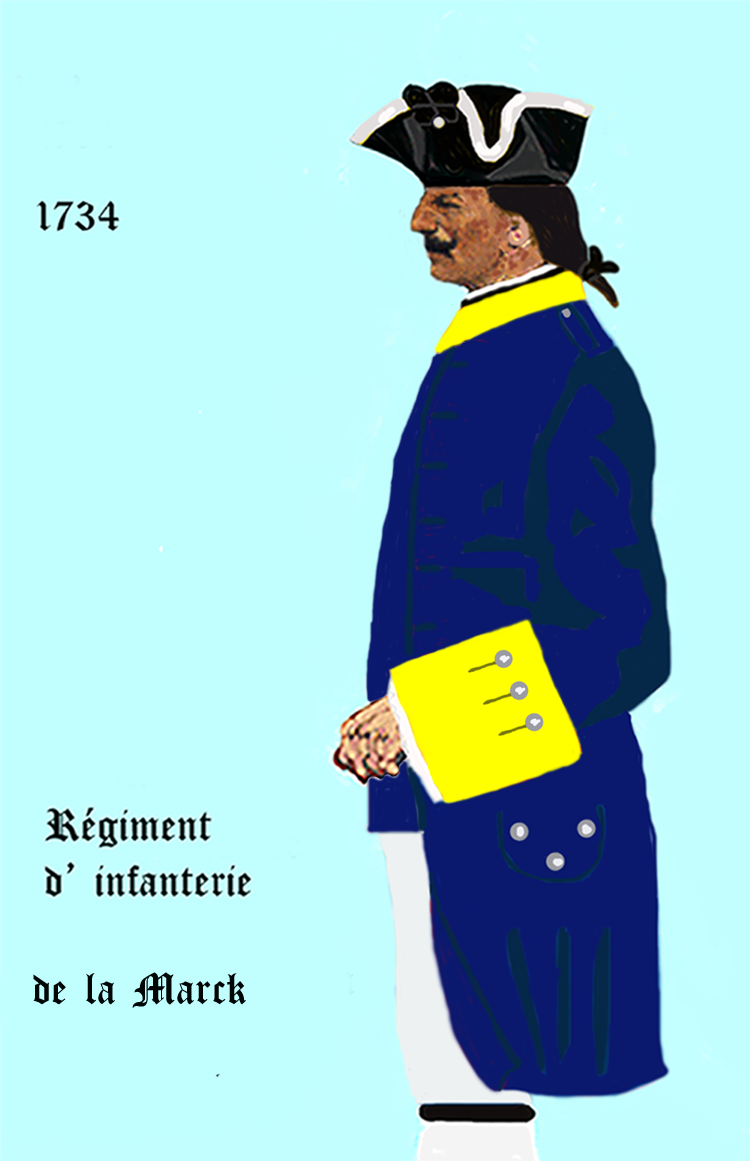
Régiment de La Marck de 1734 bis 1762
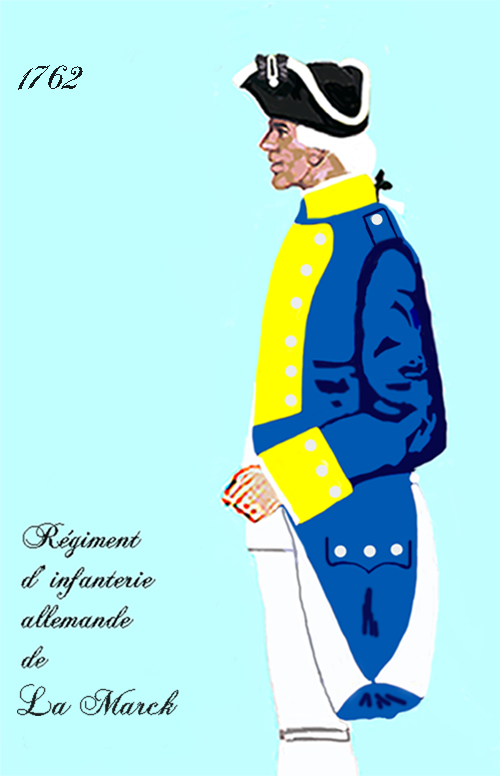
Régiment de La Marck de 1762 bis 1767
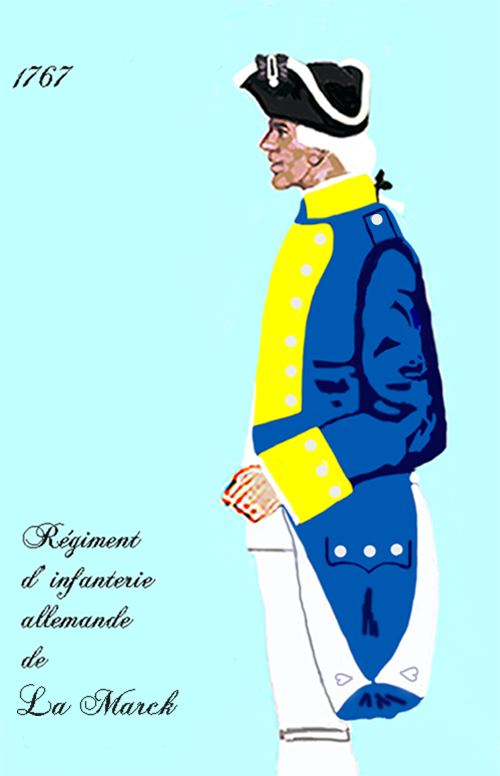
Régiment de La Marck de 1767 bis 1776
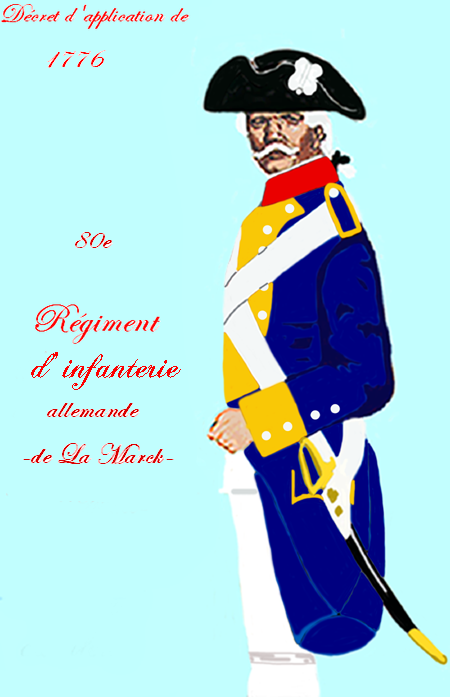
Régiment de La Marck de 1776 bis 1791
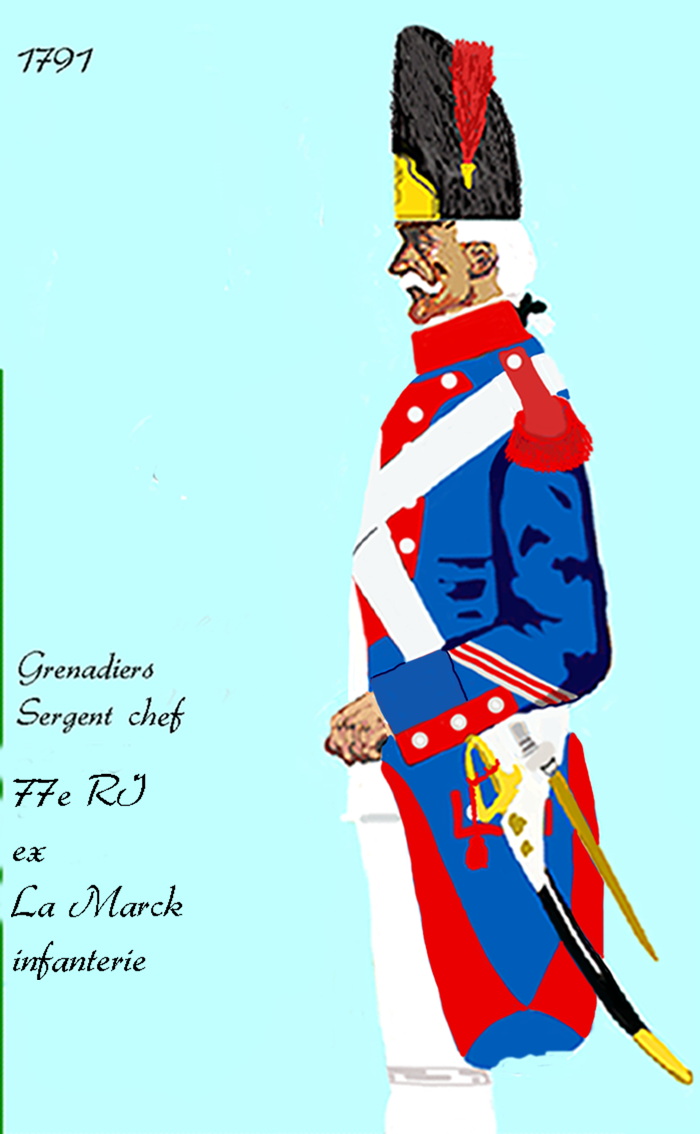
Grenadier des 77e régiment d’infanterie de ligne 1791
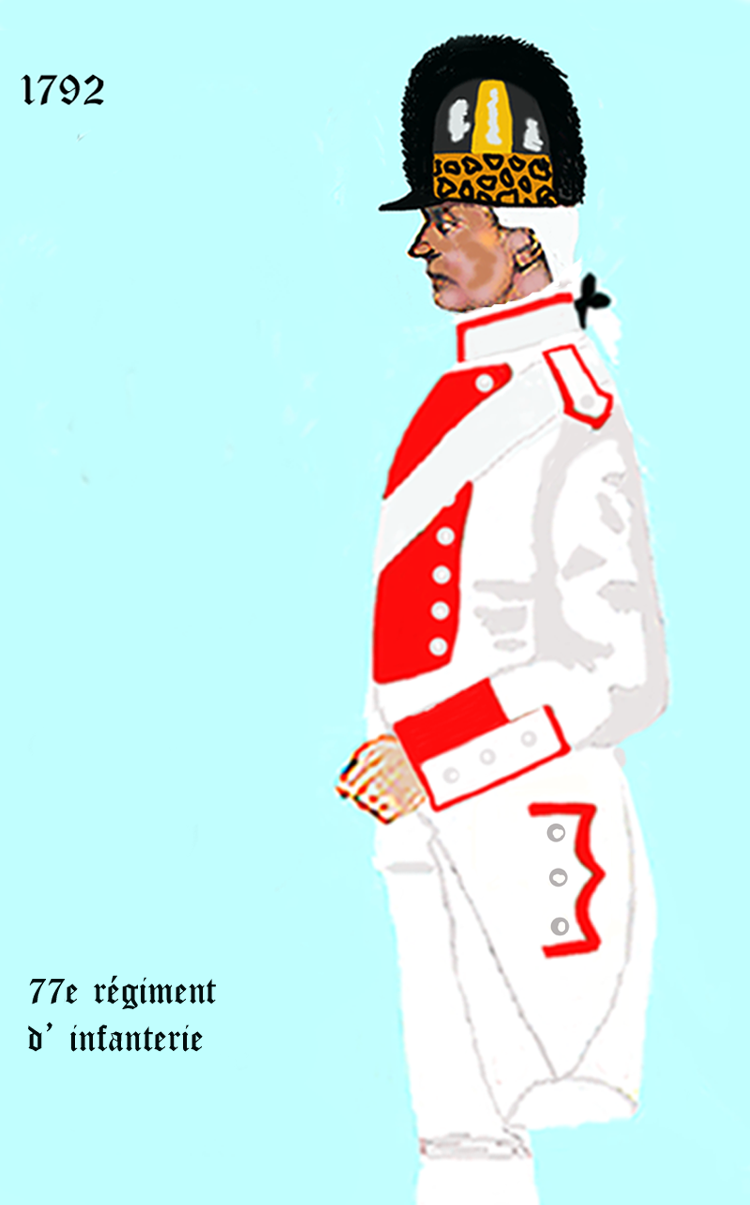
77e régiment d’infanterie de ligne 1792 (die von den deutschen Regimentern vorzugsweise getragene blaue Uniform ist hier bereits abgeschafft worden)

## Gefechtskalender

### Reunionskrieg
- 1684:

Das Regiment hatte in diesem Jahr seinen ersten Einsatz in Katalonien, wo es sich beim Übergang über den Ter besonders auszeichnen konnte. Das 1. Bataillon unter dem Kommando von Lieutenant-colonel Cassy griff mit Elan die von den Spaniern verteidigte Furt bei Madigan an. Hierbei wurde eine große Anzahl von Männern – darunter auch der Bataillonskommandant Cassy – getötet. Dieser Angriff war jedoch die Auslösung zur Flucht der Spanier. Am 21. Mai eröffnete die Einheit die Gräben vor den Festungswällen von Girona. Nachdem die Stadt im Sturm genommen worden war, zog „Königsmarck“ im Juni zur Besetzung von Cap de Creus ab.

### Pfälzischer Erbfolgekrieg
- 1690: Das nunmehr unter dem Namen „de Surbeck“ agierende Regiment stand seit geraumer Zeit im Roussillon. Es diente unter dem Kommando des Duc de Noailles und war bei der Einnahme von mehreren Orten und festen Plätzen und der Blockade von Gerone eingesetzt. Noch im gleichen Jahr zur Armee nach Italien abkommandiert, beendete die Einheit dann den Feldzug mit der Einnahme von Suze (Drôme).
- 1691: Einnahme von Villefranche, Montauban, Sant’Ospizio, Nizza, Veillane und Carmagnola (Piemont)
- 1692: keine Gefechtstätigkeit
- 1693: Als Régiment de La Marck – ein Name, den es bis zur Revolution behalten sollte – verlor es im Gefecht bei Marsaglia seinen Major als Gefallenen.[4]
- 1696: bei der Belagerung Valenza
- 1697: Verlegung auf den Kriegsschauplatz an der Maas

### Spanischer Erbfolgekrieg
- 1701: Bei Kriegsbeginn wurde das Regiment der Flandernarmee zugeteilt.
- 1702: Kämpfe bei Nijmegen
- 1703: Einsatz in der Schlacht bei Ekeren sowie bei den Belagerungen von Breisach und Landau (Pfalz)
- 1704: zurück in die Niederlande verlegt
- 1705: Am 18. Juli verteidigte das Regiment im Brigadeverband mit dem Régiment d’Alsace die „Lignes de Flandre“
- 1706: Teilnahme an der Schlacht bei Ramillies
- 1708: Einsatz in der Schlacht bei Oudenaarde. Nach der Teilnahme an der Belagerung von Lille verblieb die Einheit im Feldlager von Meldert.
- 1709: Das Regiment kämpfte im Verband mit dem Régiment de Bourbonnais in der Schlacht bei Malplaquet.
- 1711: Angriff auf Arleux
- 1712: Wiedereroberung von Douai, Quesnoy und Bouchain
- 1713: Belagerung von Landau und Freiburg (Breisgau)

- 1727: La Mark lag im Feldlager von Stenay.
- 1732: stationiert im Elsass

### Polnischer Thronfolgekrieg
- 1733: Belagerung von Kehl
- 1734: Teilnahme beim Angriff auf die Ettlinger Linie und an der Belagerung von Philippsburg. Mit Anordnung vom 1. Juli auf drei Bataillone verstärkt, wurde das Regiment im Oktober nach Italien abkommandiert, wo es am 1. Dezember zur Armee stieß.
- 1735: Einsatz bei der Einnahme des Schlosses Gonzage von Reggiolo und von Revere (Lombardei)
- 1736: im April Rückkehr nach Frankreich
- 1737: Mit Anordnung vom 8. Januar wurde die Einheit auf ein Bataillon reduziert.
- 1738: Verlegung nach Landau

### Österreichischer Erbfolgekrieg
- 1741: Am 15. Mai erfolgte die Wiederaufstellung eines 2. Bataillons.
- 1742: Im April wurde „La Marck“ zur Verstärkung nach Bayern geschickt und erreichte am 21. Mai das Feldlager in Niederalteich. Im August vereinigte der Maréchal de Saxe seine an der böhmischen Grenze verstreuten Einheiten und zog nach Deggendorf. Das „Régiment de La Marck“ bildete zusammen mit dem Régiment de Noailles die Vorhut und gehörte die ganze Zeit zum Reservekorps, das der Marschall als Garde zu seiner Verfügung hielt. Am 22. November, als die Armee bei Deggendorf lagerte, erbeutete der Lieutenant-colonel Desbarreaux bei Bischofsmais mit Unterstützung der Grenadiere des Régiment d’Enghien einen österreichischen Geldtransport, der von Husaren des Regiments Forgatz begleitet wurde. Der König überließ dieses Geld dem Regiment als Gratifikation. Das Regiment bezog sein Winterquartier in Deggendorf.
- 1743: Im Februar erfolgte die Verlegung nach Amberg, während Eger mit Nachschub versorgt wurde. Nach dem Ende der Operation kehrte es nach Deggendorf zurück. Am 2. April griff der Lieutenant-colonel Desbarreaux mit seinen zwei Bataillonen das Lager der österreichischen Husaren bei Bogen an. Am 27. Mai erfolgte ein Angriff auf Deggendorf, der von „La Marck“ und den Regimentern Champagne, Bourbonnais und Royal-Comtois nach schweren Kämpfen abgewehrt wurde. Danach erfolgte die Verlegung nach Pocking, um hier die Übergänge über die Donau zu sichern. Bei schweren Kämpfen wurden hier die Lieutenants Raguet und Flemming und der Capitaine Nendochel getötet. In einem heftigen Gefecht am 9. Juni um die Donauübergänge bei Pocking musste sich das Regiment geordnet nach Fischerdorf in Richtung Straubing zurückziehen.

Als der Maréchal de Broglie mit diesen für seine Truppen äußerst unerfreulichen Umständen konfrontiert wurde, bemerkte er nur lapidar:

« Si ce poste n’a pas été mieux défendu, ce n’est pas la faute de La Mark. »

„Wenn diese Stelle nicht besser geschützt war, ist das nicht der Fehler von La Mark.“

Die weiteren Kämpfe kosteten das Regiment weitere 350 Mann. Von Straubing verlegte es nach Regensburg und kehrte im Juli nach Frankreich zurück – lediglich eine Abteilung verblieb in Ingolstadt.

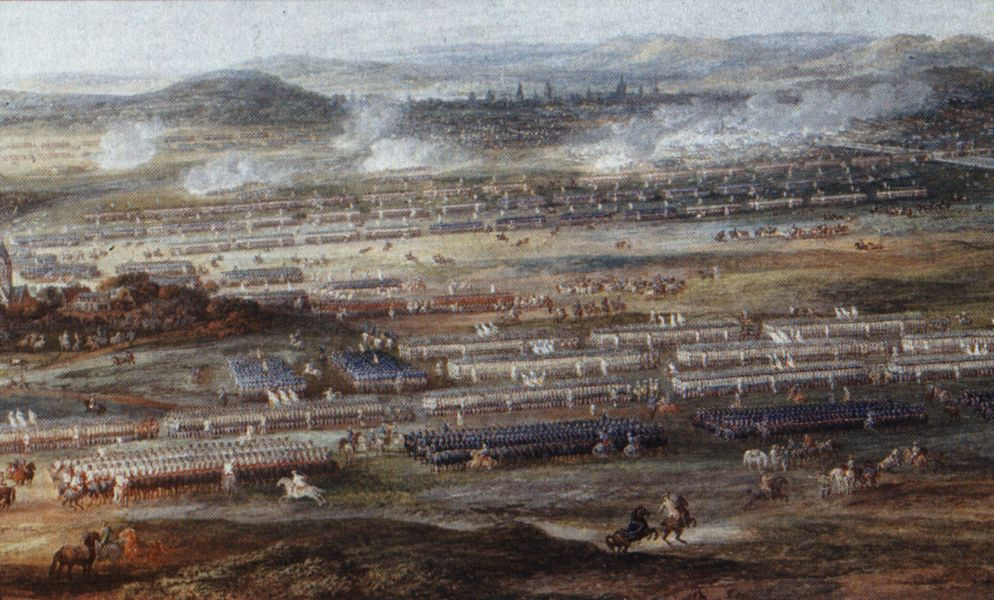
Schlacht bei Roucourt

Danach wurde es im Feldzug am Rhein eingesetzt und war am 30. September bei Rheinweiler an dem Gefecht beteiligt, das den Truppen des österreichischen Feldmarschalls Prinz Karl Alexander von Lothringen den Übergang über den Rhein verwehrte. Unterstützt von zwei Dragonerregimentern, warf es eine Abteilung von 22 österreichischen Grenadierkompanien in den Fluss.
- 1744: Das Regiment war nach Flandern verlegt worden und wurde bei den Belagerungen von Menen eingesetzt, das am 4. Juni kapitulierte. Zurück im Elsass, kämpfte „La Marck“ am 5. Juli bei der Wegnahme der Linien an der Lauter. Dabei wurden die Majore Beaucoyran und Colligny, die Lieutenants Hatten und Pied du Mont sowie 71 Unteroffiziere und Mannschaften getötet; der Lieutenant-colonel Desbarreaux, 15 weitere Offiziere und 67 Mannschaften wurden verwundet. Das Regiment konnte sich weiterhin in den Gefechten bei Felsheim, Auenheim (Bas-Rhin) und bei der Belagerung von Freiburg auszeichnen. Im September wurde die Einheit der kleinen Division zugeteilt, die unter dem Kommando des Comte Henri François de Ségur zur Unterstützung nach Bayern geschickt wurde.
- 1745: Im Brigadeverband mit dem Régiment de La Sarre kämpfte es im April mit Elan im Gefecht bei Pfaffenhofen, danach erfolgte die Rückkehr nach Frankreich. Weitermarsch nach Flandern, Teilnahme an den Belagerungen von Oudenaarde, Ostende und Nieuwpoort. Zum Überwintern zog das Regiment zurück in das Elsass.
- 1746: Abgeteilt zur Maasarmee, kämpfte es bei der Belagerung von Mons und Charleroi. Während dieser Belagerung wurde ein Versorgungskonvoi, der von einer schwachen Abteilung unter dem erst 16-jährigen Lieutenant Hauser geschützt wurde, angegriffen und trotz heftigster Gegenwehr der Begleitmannschaft fast völlig zerstört. Es folgte die Teilnahme an der Schlacht bei Roucourt.
- 1747: Stationiert im Feldlager von Malines, wurden Bewachungsaufgaben bei Roeselare durchgeführt und im Brigadeverband mit dem Régiment de Bettens die feindlichen Posten bei den dortigen Mühlen angegriffen. In der Schlacht bei Lauffeldt griff das Regiment das Dorf an und überwand im starken Abwehrfeuer die feindlichen Verschanzungen, was hohe Verluste von 50 Offizieren und 600 Soldaten nach sich zog. Noch im gleichen Jahr wurde das Regiment auf vier Bataillone verstärkt.
- 1748: Teilnahme an der Belagerung von Maastricht. Am 26. Dezember wurde es wieder auf zwei Bataillone verkleinert.

### Siebenjähriger Krieg
- 1756: „La Marck“ wurde dem Hilfskorps zugeteilt, das Maria Theresia zur Unterstützung gesandt werden sollte. Es stand unter dem Kommando von Maréchal d’Estrées und kämpfte in der Schlacht bei Hastenbeck. Freiwillige unter dem Kommando des Capitaine de Nezot griffen die feindliche Nachhut bei Bielefeld an und erlitten hohe Verluste durch Artilleriefeuer. Unter dem Maréchal de Richelieu zog die Einheit dann in das Königreich Hannover und nahm zunächst Quartier im Feldlager bei Halberstadt, das es am 7. Oktober wieder verließ, um die Armee des Prince de Soubise zu verstärken.
- 1757: In der Schlacht bei Roßbach erlitt „La Marck“ empfindliche Verluste. Nach dem Angriff auf die feindliche Position bei Trunsfeld waren die Capitaines Mantz und Limar sowie die Lieutenants Hiem, Brancion, Druhot, Saty und Beurdhal gefallen, 21 weitere Offiziere waren verwundet. Das geschlagene Regiment zog dann an den Rhein ab und sammelte sich in Düsseldorf.
- 1758: „La Marck“ wurde in der Schlacht bei Krefeld und im Schlacht bei Mehr eingesetzt. Hier erbeutete es eine Kanone.
- 1759: Das Regiment erhielt de facto einen neuen Kommandanten. Der bisherige Colonel-lieutenant Baron Peter Christian von Wimpffen löste am 21. April den Grafen Ludwig Engilbert von der Marck ab, der sich aus Altersgründen zurückzog. In diesem Jahr hatte es keine Gefechtstätigkeit.
- 1760: Am 18. Januar wurde das Regiment mit der Eingliederung des 2. Bataillons des Régiment de Lowendahl auf drei Bataillone verstärkt. Am 10. Juli konnte es sich im Gefecht bei Korbach auszeichnen. Gegen Ende des Jahres kämpfte es im Gefecht bei Kassel und bei Sachsenhausen (Waldeck), welches dem Prinzen Ferdinand weggenommen werden konnte. Im gleichen Jahr konnte der Capitaine von Nezot sich besonders auszeichnen, als er an der Spitze einer freiwilligen Kompanie Jäger die Stadt Münden einnahm. Dafür wurde er, erst 23 Jahre alt, vom König mit dem Ordre royal et militaire de Saint-Louis ausgezeichnet. Im Winter war das Regiment am Angriff auf Stadtfeld vor Magdeburg beteiligt.
- 1761: Gefecht bei Kassel
- 1762: Am 21. Dezember wurde die Einheit auf zwei Bataillone reduziert.

### Zwischenkriegszeit
Als erste Friedensgarnison wurde dem Regiment Thionville zugewiesen. Im März 1764 verlegte es nach Quesnoy, im November des gleichen Jahres nach Condé, im August 1675 nach Metz und im August 1766 in das Feldlager nach Soissons. Von hier aus marschierte die Einheit nach der Festung Hüningen, im September 1767 nach Grenoble, um 1768 in Toulon nach Korsika eingeschifft zu werden. Am 15. Oktober hier angekommen, wurden Bastia und Saint Florent als Garnison zugewiesen.
- 1769: Der von sechs Kompanien besetzte Posten von Barbaggio wurde in der Nacht vom 13. auf den 14. August durch die Truppen von Pasquale Paoli angegriffen. Nach 18 Stunden hinhaltenden Widerstandes, nachdem die Munition verschossen war, mussten sich die überlebenden Männer ergeben.

Während dieser Zeit sammelte der Major von Falk die anderen verstreuten Abteilungen, mit denen er Vorstöße gegen die Korsen unternahm und sie so lange in Atem hielt, bis der Comte de Marbeuf mit der Garnison von Bastia herbeigeeilt war. Die Korsen zogen sich in die Berge zurück, und „La Marck“ besetzte den Stützpunkt Barbaggio. Im gleichen Jahr war das Regiment noch am Gefecht bei Golo beteiligt.
- 1770: Am 28. Oktober traf die Einheit wieder in Toulon ein und wurde von dort nach Uzès verlegt. 1771 erfolgte die Verlegung nach Grenoble, im September 1773 nach Valenciennes, im Oktober 1774 nach Longwy, im September 1777 nach Sarrelouis, im März 1778 nach Lille und im Juli nach Saint Lô. Nach kurzem Aufenthalt an der normannischen Küste zog es im Oktober des gleichen Jahres nach Longwy, im April 1779 nach Thionville und im Juli des gleichen Jahres nach Calais und Boulogne-sur-Mer. Ende 1781 marschierte das Regiment nach Brest (Finistère), wo es nach Mauritius verschifft wurde. Hier sollte es vier Jahre verbleiben.
- 1785: Am 24. April kehrte „La Marck“ nach Frankreich zurück und wurde in Brest ausgeschifft. Zunächst verblieb es eine kurze Zeit in Hennebont und marschierte im Juni nach Straßburg. Im März 1788 erfolgte die Verlegung nach Wissembourg, im Juni 1788 nach Schlettstadt und Neu-Breisach. Im August 1790 wurde das 2. Bataillon nach Villefranche bei Lyon kommandiert.

- 1791: Im Januar marschierte das nunmehrige „77e régiment d’infanterie – ci-devant de La Marck“ nach Aix, von wo es im Divisionsverband an der Besetzung des Comtat Venaissin beteiligt war. Am 10. November zog es in Avignon ein um hier die Machenschaften von Mathieu Jouve Jourdan zu unterbinden.

### Kriege der Revolution und des Ersten Kaiserreichs

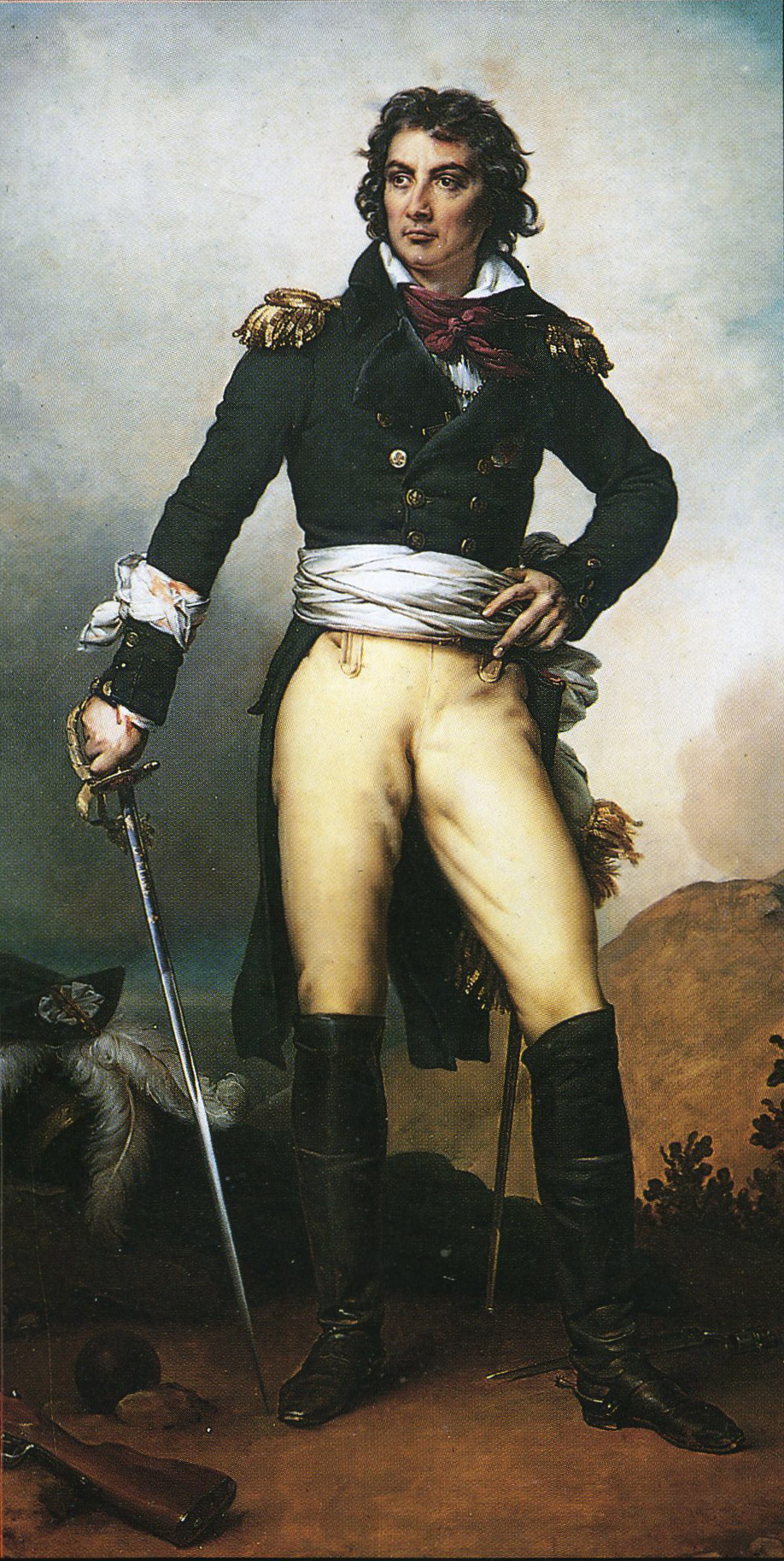
Maurice Joseph Louis Gigost d’Elbée

- 1792: In Garnison in Orange und Avignon, wurde das Regiment Anfang des Jahres beschuldigt, sich den revolutionären Bestrebungen widersetzt zu haben. Die Regierung kapitulierte vor dem Geschrei der Fanatiker und schickte das Regiment im Mai nach Saintes. Von Saintes erfolgte die Verlegung nach La Rochelle und am 26. November nach Brest.
- 1793: Bei der Verteidigung von Nantes eingesetzt sowie bei Kämpfen gegen die Aufständischen in der Vendée. Nach der Schlacht bei Saveny verlegte das Regiment auf die linke Seite der Loire zur Bekämpfung der Truppen von Maurice Joseph Louis Gigost d’Elbée und zur Einnahme der Insel Noirmoutier.

- 1794: Im Zuge der Premier amalgame wurde der Regimentsverband definitiv aufgelöst. Damit endete zunächst die Traditionslinie des Regiments, bis sie im Jahre 1855 durch das neue „77e régiment d’infanterie de ligne“ wieder aufgenommen wurde.

### 1870 bis 1914
- Deutsch-Französischer Krieg

Während des Deutsch-Französischen Krieges war das Regiment in der Schlacht bei Spichern eingesetzt. Die 8. Kompanien des 2. und 3. Bataillons bildeten den Stamm des „29e régiment de marche“ (29. Marschregiment) und kämpften in den Gefechten im Département Loire bei Chilleurs, Ladon (Loiret), Boiscommun, Neuville-aux-Bois und Maizières.

### Erster Weltkrieg
Bei Kriegsbeginn war das Regiment in Cholet stationiert; es gehörte zur 36. Infanteriebrigade in der 18. Infanteriedivision des 9. Armeekorps.
Die Einheit stellte mit der Mobilmachung ihr Reserveregiment, das „277e régiment d’infanterie“, auf. Die Angehörigen beider Einheiten kamen hauptsächlich aus der Vendée und aus dem Anjou.
- 1914:
  - Abwehrkämpfe bei Nomeny, Clémery, Landremont und in den Ardennen. Dann bei Brièvre, Bellefontaine und Houdremont in Belgien.
  - Im Rückzug mit der 3. und 4. Armee befand sich die Einheit am 28. August in Launois-sur-Vences, am 29. August in Auboncourt und am 30. August in Rethel und Faux.
  - Schlacht an der Marne: Einsatz vom 6. bis 12. November mit Kämpfen bei Marais de Saint-Gond, Coizard, im Bois de Toulon, bei Saint-Loup, Signal du Poirier, Château de Mondement (9. September), Fère-Champenoise, Écury-le-Repos, Prosnes, Ferme de Moscou, Thuisy
  - Erste Flandernschlacht (Oktober 1914 bis März 1915): Kämpfe an der Yser, bei Zonnebecke, Paschendale, im Bois d’Hooge und bei Zillebecke (Dezember)

- 1915:

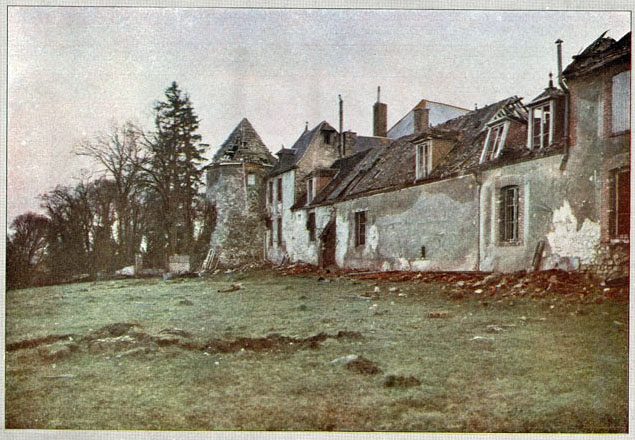
Das zerstörte Schloss Mondement

  - April: Stellungskämpfe in Flandern
  - 23. Mai: Stellungskämpfe im Artois, bei Cote 123 und Neuville-Saint-Vaast
  - 16. Juni: Kämpfe bei Cote 140
  - Kämpfe bei Agny
  - 25. September: Stellungskämpfe bei Vailly
  - bis Dezember: Kämpfe bei Loos-en-Gohelle

- 1916:
  - Februar: Stellungskämpfe im Artois, Bois en Hache (Pas-de-Calais)
  - April: Stellungskämpfe bei Vaubecourt (Maas)
  - April bis Mai: Schlacht um Verdun, Abwehrkämpfe auf der Höhe 304
  - Mai bis September: Kämpfe an der Butte de Souain
  - Oktober bis Dezember: Schlacht an der Somme (Sailly-Saillisel), Combles, Bois Tripot

- 1917:
  - April bis Mai: Angriffskämpfe an der Aisne – bei Gernicourt, im Bois des Couleuvres, Bois de Beau-Marais, Éperon de Chevreux (Vorsprung von Chevreux) und bei La Courtine
  - Juli: Schlacht am Chemin des Dames, Angriffskämpfe bei Craonne
  - Oktober bis Dezember: Stellungskämpfe in Lothringen im Wald von Parroy

- 1918:
  - April bis Juni: Angriffskämpfe an der Somme – bei Moreuil, Castel, Cottenchy, Sénécatwald, Rouvrel und Ressons-sur-Matz
  - Juli bis August: Angriffskämpfe an der Marne – bei Saint-Maur, Combles, la Chapelle-Monthodon, Forêt de Riez, Verdon, Comblizy, Passy-sur-Marne, Champvoisy und Château de Neuville
  - August bis Oktober: Verfolgungskämpfe bei Bagatelle, im Bois d’Haumont und Bois d’Ormon

Im Jahre 1918 wurde das Regiment von Maréchal Pétain lobend erwähnt:

„Eliteregiment, das überlegenen feindlichen Kräften einen ganzen Tag lang Widerstand geleistet hat.“

### Zwischenkriegszeit
Im Jahre 1923 wurde das Regiment aufgelöst. Die Traditionspflege wurde auf das „65e régiment d’infanterie“ übertragen.

### Zweiter Weltkrieg
Nach dem Beginn des Krieges wurde das Regiment ab dem 9. September 1939 durch die „Région militaire, centre mobilisateur d’infanterie (CMI 91), réserve A RI type NE“ wieder aufgestellt, die Aufstellung war im November 1939 abgeschlossen. Regimentskommandant war der Chef de bataillon Mazoyer. Es gehörte zur 18. Infanteriedivision im 11. Armeekorps der 9. Armee. Die Einheit wurde für die Durchsetzung des Plan Dyle vorgesehen. Sie wurde in den Grenzabschnitt zwischen Anhée und Hastière an der Maas verlegt. Das Regiment war in der Schlacht bei Dinant eingesetzt und wurde nach dem Abschluss des Waffenstillstands von Compiègne aufgelöst.

## Regimentsfahnen seit Napoleonischer Zeit
Auf der Rückseite der Regimentsfahne sind (seit Napoleonischer Zeit) in goldenen Lettern die Feldzüge und Schlachten aufgeführt, an denen das Regiment ruhmvoll teilgenommen hat.

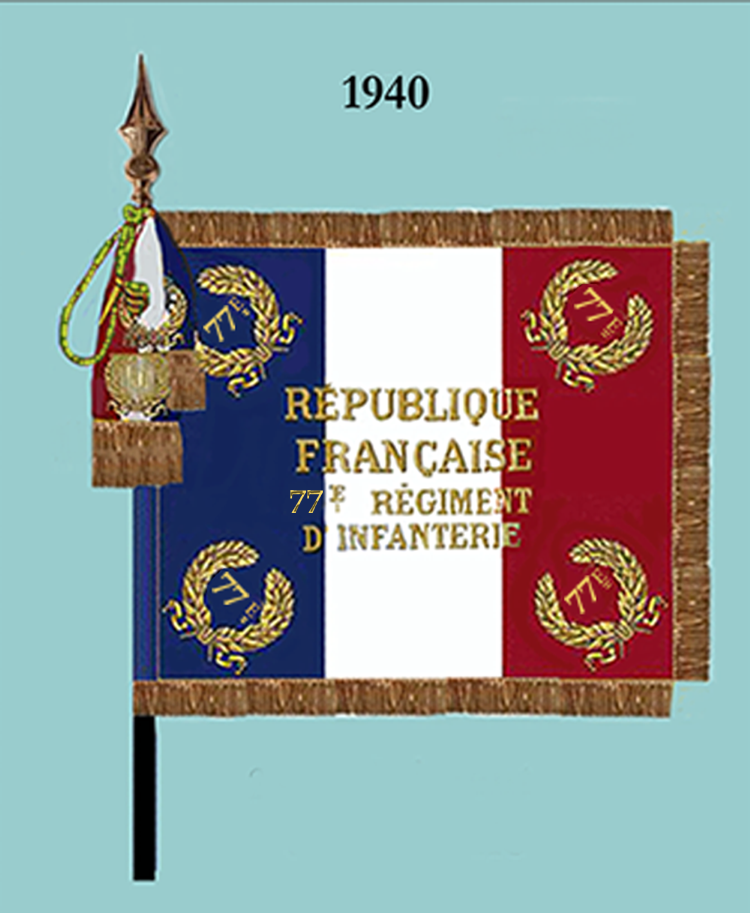
1940 Vorderseite
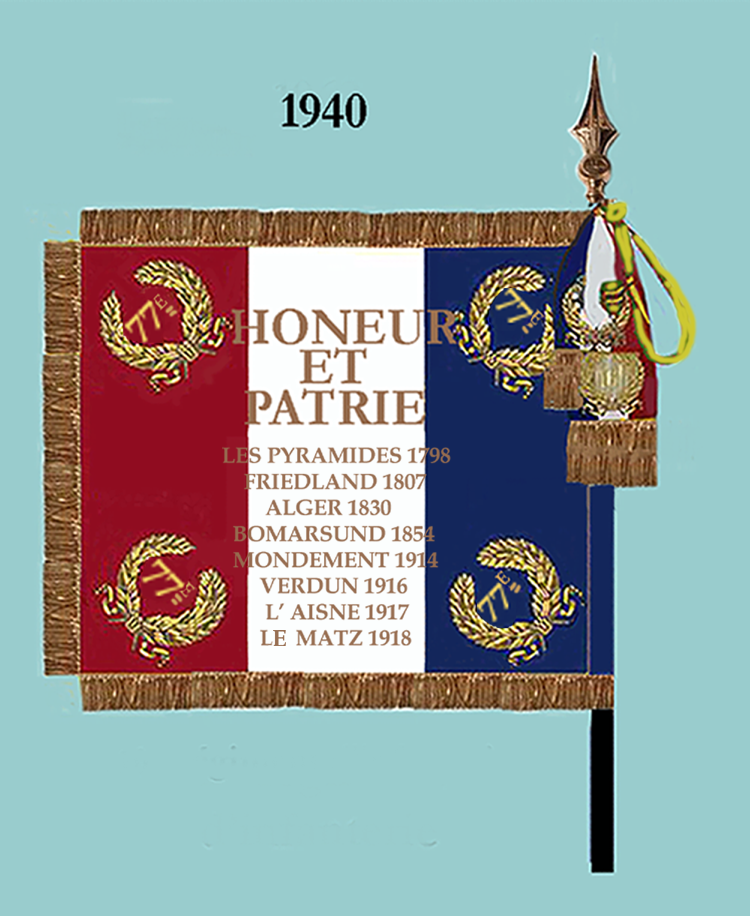
1940 Rückseite

## Auszeichnungen
Das Fahnenband ist seit dem 9. August 1918 mit dem Croix de guerre  mit vier Palmenzweigen für viermalige lobende Erwähnung im Armeebefehl, einem vergoldeten Stern für eine lobende Erwähnung im Korpsbefehl und einem silbernen Stern für eine lobende Erwähnung im Divisionsbefehl dekoriert.
Bei einer Wiedererrichtung haben die Angehörigen des Regiments das Recht, die Fourragère in den Farben der Médaille militaire zu tragen.

## Bekannte Angehörige des Regiments
- Jean Guéhenno, Lieutenant
- Georges Félix de Wimpffen, Général de division, Capitaine im Regiment
- Charles Mangin
- Francois Ignace de Waldmann (1722–1801), Capitaine im Regiment, Ritter des Ordre royal et militaire de Saint-Louis